# Mariengart
Mariengart is een nederzetting in de Duitse gemeente Vacha in het Wartburgkreis in Thüringen. De plaats wordt voor het eerst genoemd in  786 als bezit van het Klooster Hersfeld. Het dorp maakte deel uit van de gemeente Wölferbütt die in 2013 bij Vacha werd gevoegd.